# География Чечни

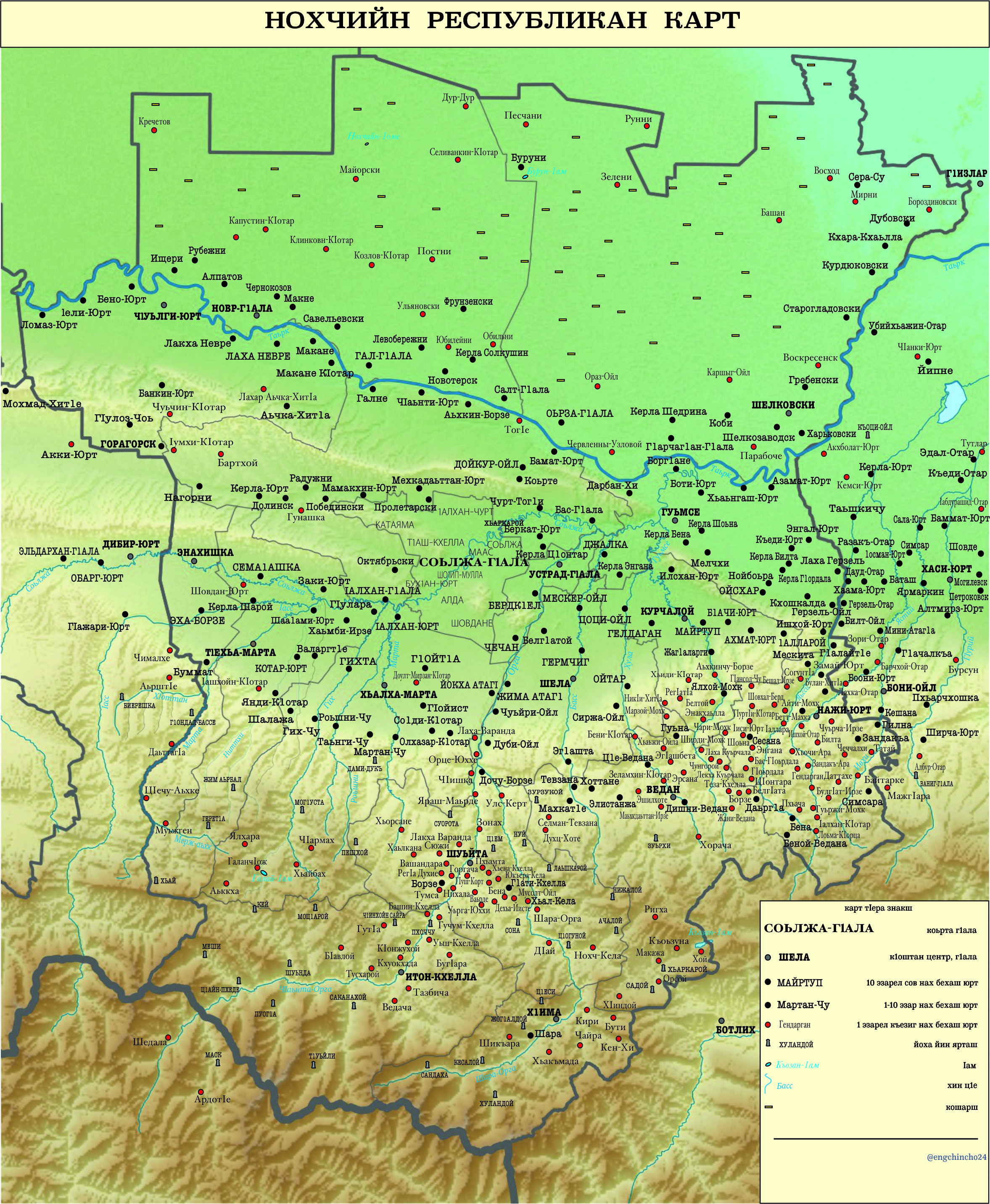
Карта Чеченской Республики (на чеченском языке)

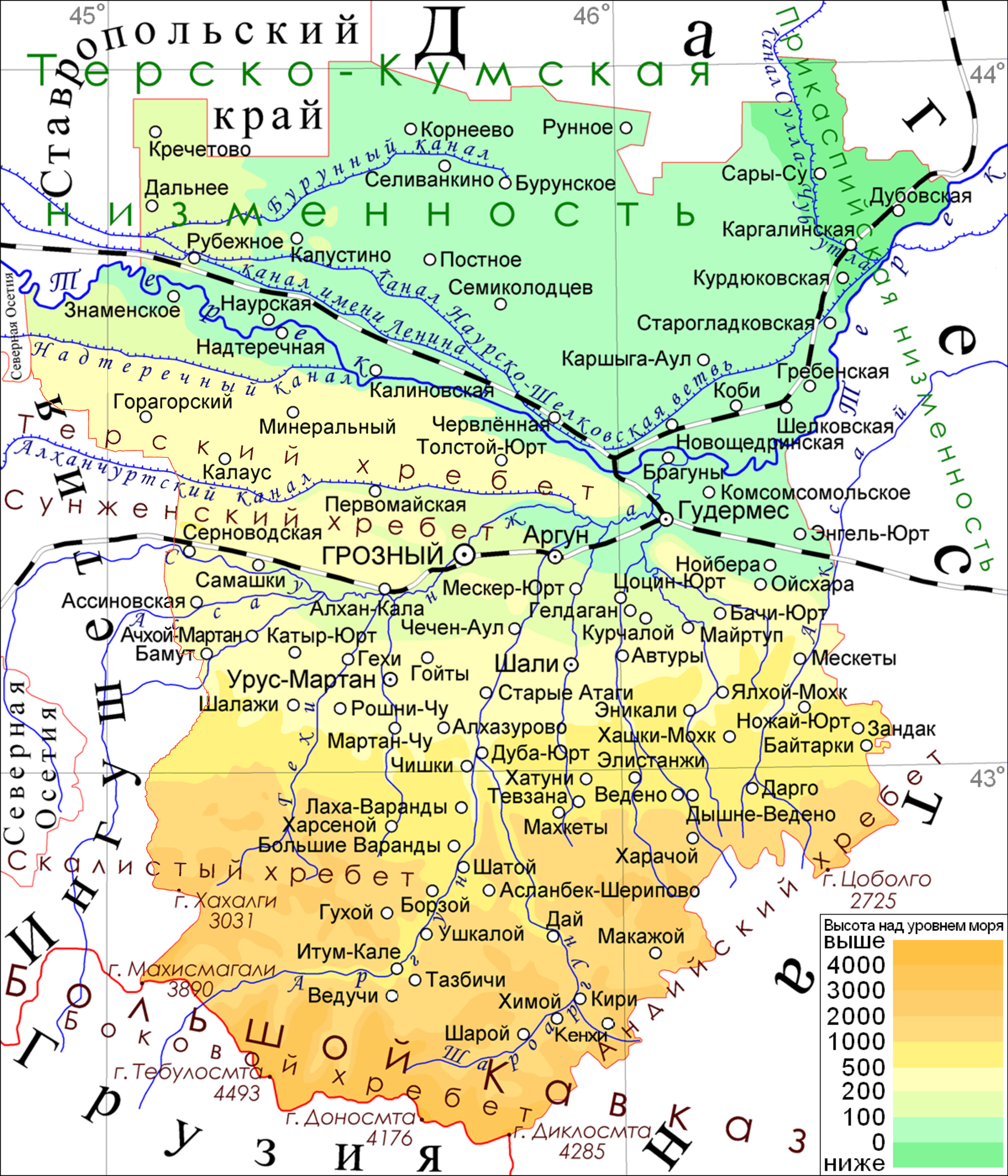
Карта Чеченской Республики

Чеченская Республика расположена на Северном Кавказе, в среднем течении реки Терек. На востоке граничит с Дагестаном, на юге с Грузией, на западе с Ингушетией, на севере со Ставропольским краем. Площадь республики составляет 16 тысяч 176 км². Максимальная протяженность территории с севера на юг — 183 км, с запада на восток — 112 км.

## Физико-географические районы
Природные условия Чечни разнообразны. В Северной Чечне расположена засушливая и полупустынная Терско-Кумская низменность. Южнее Терека (левобережье) начинается степная Средняя Чечня (Терско-Сунженская возвышенность и часть Чеченской равнины). Ныне эта территория превращена в зону интенсивного земледелия и распахана.
Южная Чечня (около трети площади) покрыта лесами и находится в зоне высокогорий (на северном склоне Главного Кавказского хребта). Горы Чечни распределяют по ряду параллельных хребтов: Черные горы, Пастбищный (на востоке он переходит в Андийский хребет) и Скалистый хребет. Вдоль южной границы республики тянется Боковой хребет. Самая высокая гора Чечни Тебулосмта возвышается на 4492 м над уровнем моря.

## Климат
Чечня характеризуется значительным разнообразием климатических условий. На территории республики встречаются все переходные типы климата: от засушливого умеренно континентального до холодного и влажного высокогорного. Средняя температура января составляет от −3 °С на Терско-Кумской низменности до −12 °С в горах, средняя температура июля соответственно 25 и 21 °С. Выпадает от 300 (на Терско-Кумской низменности) до 1000 мм (в южных районах) осадков в год.

## Гидрография

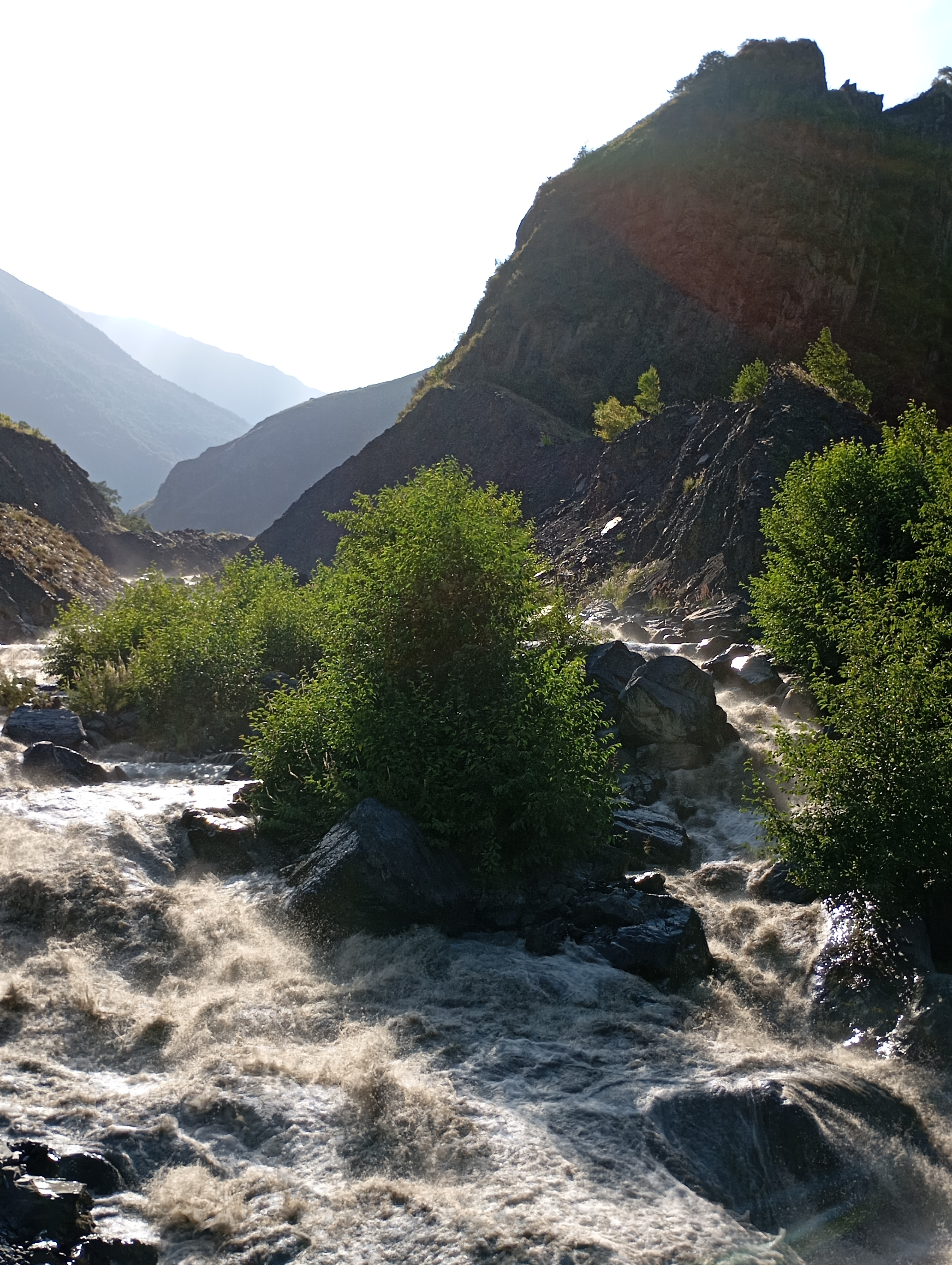
Река Шаро-Аргун

Гидрографическая сеть Чечни принадлежит бассейну Каспийского моря. Главная река республики, пересекающая её с запада на восток, — Терек. Крупным притоком Терека является Сунжа. Реки на территории Чечни распределены неравномерно: горная часть и прилегающая к ней Чеченская равнина имеют густую, сильно разветвленную речную сеть; на Терско-Сунженской возвышенности и в районах, расположенных к северу от Терека, реки отсутствуют. Часть рек имеет ледниковое питание (Терек, Аргун) и летом они разливаются. Другие имеют родниковое питание (Аксай, Гехи, Гойта, Джалка, Мартан) и летом половодья у них не бывает. Однако оба типа рек в сезон дождей подвержены паводкам.

## Почвы
В Северной Чечне (Терско-Кумская низменность) преобладают каштановые почвы, в Средней Чечне (Чеченская равнина) — Лугово-чернозёмные почвы, в долинах рек — болотно-луговые, а в горах — горно-лесные и горно-луговые.

## Живая природа

### Растительный мир
На Терско-Кумской низменности преобладает полынно-солянковая растительность, на увлажненных участках — типчаково-ковыльная степь. На территории Чеченской равнины произрастает степная и лесостепная растительность. В горах на высоте до 2200 м — широколиственные леса (бук, дуб, граб), выше — субальпийские луга.

### Животный мир
На территории Чечни обитает множество грызунов, пресмыкающихся и птиц: дрофа, гуси, дикие утки, кавказский фазан. В горах встречаются каменная и лесная куницы, бурый медведь, косуля, муфлон, благородный олень, заяц-русак, волк, барсук, лесной кот и др. На альпийских лугах — черноголовый гриф, горная индейка, кавказский тетерев. В степях Северной Чечни обитают дрофа, сайгаки и шакалы.

## Полезные ископаемые
Территория Чечни богата топливно-энергетическими ресурсами, такими как: нефть, газ и конденсат. Также в республике немало месторождений кирпичного сырья, глины, строительных песков, мергеля, известняка, доломита и гипса. По своему составу нефть в Чечне преимущественно парафинистая, с высоким содержанием бензина. Большая часть месторождений расположена в пределах системы Терского хребта, также нефтедобывающие скважины располагаются на Сунженском хребте и на моноклиналии Чёрных гор.

## Часовой пояс
Чеченская Республика располагается в часовом поясе MSK — московское время, в котором время отличается на +3 часа от UTC (UTC+3).